# Paolo Tassinari
Paolo Tassinari (Castel Bolognese, 3 novembre 1829 – Solarolo, 16 aprile 1909) è stato un chimico italiano.

## Biografia
Paolo Tassinari studiò all'Università di Pisa. Trasferitosi in questa città nel 1850 per studiare Scienze naturali e Chimica, conseguì poi il diploma di Farmacia all'Università di Bologna. Ebbe come Professore l'illustre Raffaele Piria e quando Piria fu costretto a lasciare l'Università di Pisa, perché non più ben visto dal governo granducale, egli lo seguì a Torino come assistente.
Successivamente fu nominato professore all'Istituto tecnico di Alessandria, quando Stanislao Cannizzaro, si trasferì all'Università di Genova; e alla sua volta fu proposto da Piria alla cattedra di Genova allorché Cannizzaro andò a Palermo. Nel 1862, rimasta vacante la cattedra di Pisa, Tassinari fu chiamato ad occuparla.
Dopo essersi recato ad Heidelberg dall'illustre Robert Bunsen, appositamente allo scopo di farsi un'idea sull'organizzazione di un laboratorio per studenti, ne allestì uno attrezzatissimo a Pisa. Tassinari fu uno dei primi a introdurre in Italia nell'insegnamento la teoria atomica, la quale fu espressa già nel Sunto di lezioni pubblicato nel 1864.
Nel 1866 comparve la prima edizione del suo Manuale, un buon trattato dell'epoca. Nel 1868 pubblicò l'Avviamento allo studio della chimica, e nel 1869 comparve la sua Guida ad esercizi di analisi chimica guida che poi divenne un vero e proprio trattato. Quando nel 1899 si celebrò il suo 70º anniversario, Tassinari fu nominato commendatore dell'Ordine dei Santi Maurizio e Lazzaro. Nel 1903 Si ritirò nella sua villetta di Solarolo, dove si spense all'età di 80 anni.